# しおねえ
しおねえ（本名:塩畑 有加（しおはた ゆか）、1986年7月24日 - ）は、女性パチンコライター。身長:171cm。血液型:A型。

## 略歴
茨城県出身。
パチンコ店の休憩スペースで読んだ『パチンコ必勝本CLIMAX』（辰巳出版）に掲載されていたライター募集の記事を見て応募し即合格。同誌の2011年8月号でライターデビュー。
『パチンコ必勝本CLIMAX』専属ライターとしての活動の他、スカパー!などのパチンコ・パチスロ番組やネット動画などに多数出演している。

## 主な出演番組
- 水曜深夜はPSパチとも!いいじゃんか! #5,#7,#8,#11（テレビ東京）
- 南まりかの唐突ドロップキック #26（パチンコ★パチスロTV!）
- ヒラヤマンのおもてなし（パチンコ★パチスロTV!）
- 今夜もドル箱（テレビ東京） - 不定期出演
- 青山りょうの優しく拭いて #4,#12,#13（パチンコ★パチスロTV!）
- ビワコ・ヒラヤマン・しおねえ・さやかの満天アゲ×2カルテット（パチンコ★パチスロTV）
- ういちとヒカルのおもスロい人々 #282,#283（パチ・スロ サイトセブンTV）
- ユニバTV #41,#42（パチンコ★パチスロTV!）
- 木村魚拓の窓際の向こうに #248（パチンコ★パチスロTV!）
- 岡野陽一の火曜じゃNIGHT ～日本一のぱちんこ・パチスロ芸人が初冠特番！（2019年9月24日、AbemaTV）[1]
- Merry ボートレース GRAND PRIX（2019年12月22日、AbemaTV）[2]